# Strada provinciale 211 dei Monti Lessini
La strada provinciale 211 dei Monti Lessini (SP 211), conosciuta anche come Strada della Sega è una strada provinciale italiana della provincia autonoma di Trento. Il suo nome è dato dal fatto che tramite questa strada si può facilmente raggiungere la Lessinia (o Monti Lessini), passando dal confine con la provincia di Verona, mettendo in collegamento quindi le due province. La strada ha una lunghezza totale di 13,539 km.

## Percorso

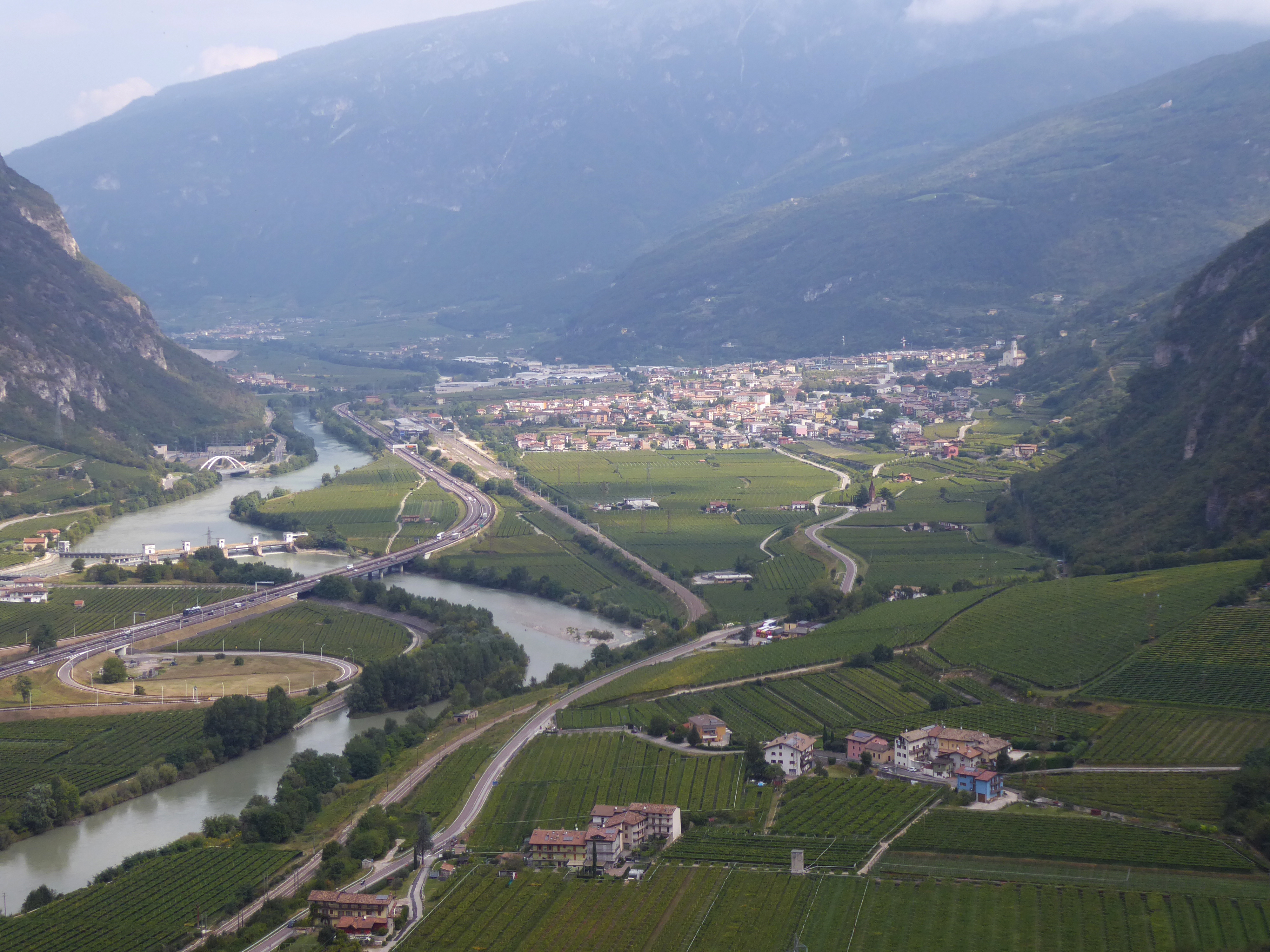
Panorama dalla Strada della Sega sul comune di Ala

Ha inizio a Sdruzzinà, ovvero una frazione posta a sud rispetto al comune di Ala di cui fa parte, situata nella Vallagarina. L'inizio della strada e quindi la conseguente frazione sono facilmente raggiungibili dalla SS 12 dell'Abetone e del Brennero (al km 334,8).
Nel percorso l'unica località incontrata è Malga Riondera (situata al km 6,8), conosciuta come punto di ristoro per escursionisti.
Termina al raggiungimento del confine di regione fra Trentino Alto Adige e Veneto, dove troviamo la frazione di Ala denominata Sega di Ala (alla quale è appartenente un rinomato punto di campeggio chiamato Villaggio San Michele), arrivando infine al Passo delle Fittanze.

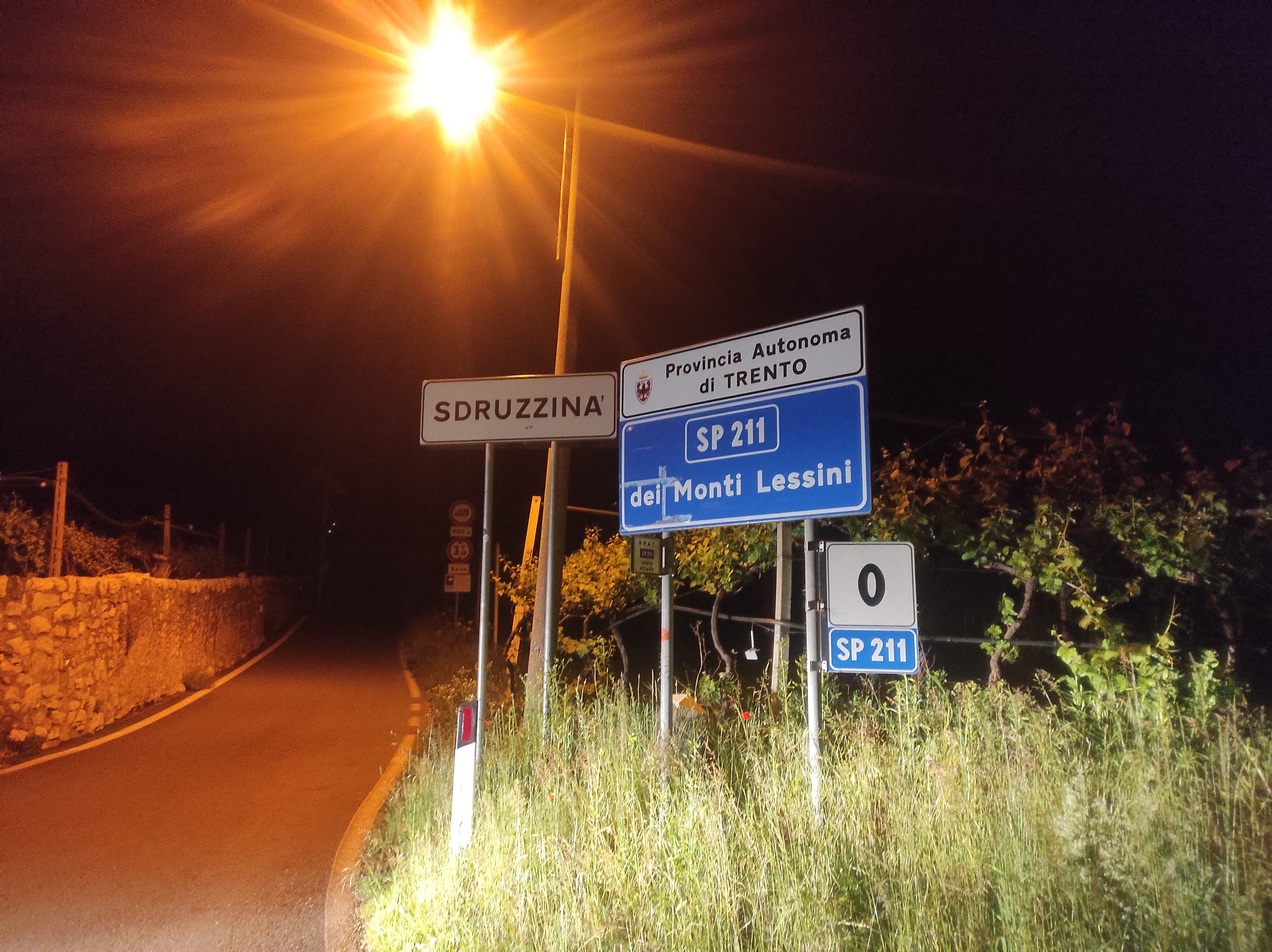
Scatto che ritrae l'inizio della SP 211 e la frazione di partenza di notte, dal bivio della SS 12

## Storia
Il 14 ottobre 2015 è avvenuta al km 9,5 una frana che ha portato alla chiusura della strada per pericolo caduta massi per molti giorni, ed una successiva messa in sicurezza di essa. Non si sono registrati danni importanti o persone coinvolte alla frana.
Inoltre la strada viene spesso chiusa al traffico in entrambe le direzioni per pericolo valanghe, specialmente durante il periodo invernale data la pericolosità della neve.

## Sport
Il percorso è spesso utilizzato da molte gare ciclistiche di ogni genere, sia amatoriali che dilettantistiche che professionistiche vista la sua posizione strategica fra la Vallagarina ed il suo punto di ingresso verso la Lessinia.
Ad esempio il Giro d'Italia 2021 nella 17ª tappa Canazei - Sega di Ala vinta dall'Irlandese Daniel Martin, prevedeva il passaggio sulla SP 211 dall'inizio (venendo da Ala tramite la strada statale 12) alla fine al Passo delle Fittanze.

## Pericolosità della strada
La strada si presenta con una vista panoramica su parte della Vallagarina (dei comuni Ala - Avio) ed ha anche un buon panorama sull'altopiano dei Monti Lessini, ed è molto frequentata da ciclisti. Per questo motivo è stata la prima strada della provincia di Trento ad implementare l'utilizzo di cartelli speciali per avvisare gli automobilisti di "rispettare il ciclista" mantenendo quindi una distanza di sicurezza ragionevole ed evitare manovre pericolose per costoro.
La strada presenta numerosi tornanti e pendenza costante intorno al 10% per circa 7 chilometri. Dopo aver raggiunto la località Malga Riondera, iniziano 2 chilometri dalle pendenze notevoli, intorno al 15% e infine un altro tratto di un chilometro oltre il 10% medio. Infine il percorso si fa più dolce per i 4 chilometri finali, abbandonando le ripidi pendici della montagna, ed addentrandosi nei prati di Sega di Ala, per poi infine arrivare al confine con il Veneto ed dunque raggiungendo il Passo delle Fittanze.